# Major Dad
Major Dad is een Amerikaanse komedieserie, met Gerald McRaney in de hoofdrol, die op de Amerikaanse televisie werd uitgezonden van 1989 tot 1993.

## Rolverdeling
| Acteur           | Personage                    |
| ---------------- | ---------------------------- |
| Gerald McRaney   | Maj. John D. 'Mac' McGillis  |
| Shanna Reed      | Polly Cooper McGillis        |
| Nicole Dubuc     | Robin Cooper McGillis        |
| Chelsea Hertford | Casey Cooper McGillis        |
| Marisa Ryan      | Elizabeth Cooper McGillis    |
| Matt Mulhern     | Lt. Eugene 'Gene' Holowachuk |